# Fuad Rahimi
Fuad Rahimi (* 11. April 1998 in Uzwil) ist ein kosovarisch-schweizerischer Fussballspieler.

## Karriere

### Verein
Rahimi begann seine Laufbahn beim FC Wil, bevor er sich 2013 dem FC St. Gallen anschloss. Beim FCSG gab er am 22. November 2015 (17. Spieltag) sein Debüt für die Zweitmannschaft in der Promotion League, als er beim 0:1 gegen Servette FC in der Startelf stand. Bis Saisonende kam er zu sieben Einsätzen und stieg mit der Mannschaft in die 1. Liga ab.
In der folgenden Spielzeit 2016/17 absolvierte er im August zwei Spiele in der vierthöchsten Schweizer Spielklasse, bevor er im August 2016 zunächst auf Leihbasis wieder zum FC Wil zurückkehrte. Dort spielte Rahimi zuerst hauptsächlich in der Zweitmannschaft in der 2. Liga interregional und kam dort bis zum Saisonende zu 14 Einsätzen. Zudem gab er am 15. April 2017 (28. Spieltag) sein Debüt für die erste Mannschaft in der zweitklassigen Challenge League, als er beim 0:3 gegen Servette FC in der 57. Minute für Erhan Yilmaz eingewechselt wurde. Bis Saisonende kam er zu insgesamt vier Einsätzen. Zur folgenden Saison 2017/18 wurde Rahimi vom FC Wil fest verpflichtet und kam erneut für die erste und die zweite Mannschaft zum Einsatz. Bis Saisonende absolvierte er 19 Spiele in der Challenge League und sechs in der 2. Liga interregional, wobei er ein Tor in der fünfthöchsten Schweizer Liga erzielte. 2018/19 avancierte der Innenverteidiger zum Stammspieler und kam 34 Mal für die erste Mannschaft zum Einsatz (ein Tor); er verpasste lediglich zwei Partien aufgrund einer Gelbsperre. In der Spielzeit 2019/20 wurde er in der Hinrunde fünf Mal in der ersten Mannschaft eingesetzt sowie sechs Mal für die zweite Mannschaft (zwei Tore).
Im Januar 2020 wechselte er zunächst auf Leihbasis zum liechtensteinischen Hauptstadtklub FC Vaduz. Bis zum Saisonende absolvierte er für den FCV sieben Spiele in der Challenge League, in denen er ein Tor schoss. Mit dem Verein stieg er als Sieger in der Barrage in die Super League auf. Im Anschluss verpflichtete ihn der Verein fest, woraufhin Rahimi in der höchsten Schweizer Spielklasse debütierte und dort insgesamt 16 Spiele bestritt, ehe die Mannschaft nach einem Jahr wieder zurück in die Challenge League abstieg. Dort kam er in der folgenden Spielzeit 2021/22 regelmässig zum Einsatz, ehe er ab dem Frühjahr 2022 wegen einer schweren Knieverletzung lange Zeit ausfiel. Erst Anfang 2024 kam er wieder in Pflichtspielen zum Einsatz. Nachdem er im Mai 2024 mit der Mannschaft noch den Liechtensteiner Cup gewinnen konnte, verliess Rahimi den FC Vaduz im Sommer 2024 nach insgesamt 58 bestrittenen Pflichtspielen.
Stattdessen schloss sich Rahimi im August 2024 dem SC Brühl St. Gallen in der Promotion League an.

### Nationalmannschaft
Rahimi kam zwischen 2018 und 2020 zu sechs Einsätzen für die kosovarische U21-Auswahl.